# Salvador Sadurní
Salvador Sadurní Urpí (L'Arboç, 3 april 1941) is een Spaans voormalig voetballer. Hij speelde als doelman bij onder meer FC Barcelona.

## Clubvoetbal
Sadurní begon zijn profloopbaan in het seizoen 1960/1961 bij CE Mataró. In 1961 werd hij gecontracteerd door FC Barcelona. Bij Barça won Sadurní driemaal de Copa de España (1963, 1968, 1971), de Jaarbeursstedenbeker in 1966 en de Spaanse landstitel in het seizoen 1973/1974. Hij ontving bovendien driemaal de Trofeo Zamora voor minst gepasseerde doelman van de Primera División (1968/1969, 1973/1974, 1974/1975). Op 1 september 1976 nam Sadurní na 464 wedstrijden samen met Antoni Torres en Joaquim Rifé afscheid als profvoetballer in een erewedstrijd tegen Stade de Reims (2-0 winst). 

## Nationaal elftal
Sadurní speelde tien wedstrijden in het Spaans nationaal elftal, waarin hij acht tegendoelpunten kreeg. Hij behoorde tot de Spaanse selectie voor het wereldkampioenschap van 1962 in Chili, maar Sadurní speelde niet op dit toernooi. Zijn debuut was uiteindelijk op 9 januari 1963 tegen Frankrijk (0-0). Zijn laatste interland speelde de doelman tegen Finland (0-2) op 25 juni 1969.